# Melanerpeton
Melanerpeton — викопний рід земноводних родини Branchiosauridae ряду темноспондил (Temnospondyli), що існував у пермському періоді, 299—290 млн років тому. Викопні рештки представників роду знайдені в Європі (Німеччина, Чехія, Франція).

## Опис
Амфібія сягала близько 20 см завдовжки разом з хвостом. В неї були зовнішні зябра у вигляді трьох пар відростків, що говорить про водний спосіб життя. У 2019 році на північному сході Німеччини знайдено скелет меланерпетона з відбитками шкірного покриву. Шкірний візерунок добре проглядається тільки на голові, спині і кінцівках, у вигляді мережі з овальних плям розміром від 2 до 5 мм. На череві, що покрите дрібною (1-1,5 мм) овальною лускою, швидше за все, забарвлення була однорідне.